# Madonna della Misericordia tra i santi Francesco e Bernardino
La Madonna della Misericordia tra i santi Francesco e Bernardino è un affresco di Bartolomeo Caporali, conservato nella Chiesa di Sant'Antonio Abate di Deruta.
L'opera rappresenta la Vergine che protegge con il suo manto Deruta e il suo popolo, tra i santi Francesco e Bernardino. Nella volta, invece, viene raffigurato il Padre Eterno fra i Quattro Evangelisti.
L'iconografia della Vergine è tipica della pittura perugina del Quattrocento e richiama soprattutto i Gonfaloni contra pestem eseguiti da Benedetto Bonfigli a Perugia. Cristo Giudice è rappresentato in alto che scaglia le frecce, simboleggianti peste, carestia e guerra, contro il popolo derutese che si spezzano sopra il manto della Vergine.
La rappresentazione dettagliata del paese serviva ad indirizzare la protezione della Vergine in modo efficace, sono infatti riconoscibili i principali monumenti cittadini come la Chiesa di San Francesco con il suo campanile trecentesco, il palazzo e la torre comunale, le chiese non più esistenti di San Pietro in Piazza e San Nicolò.